# Казарі (Мартна)
Ка́зарі (ест. Kasari küla) — село в Естонії, у волості Ляене-Ніґула повіту Ляенемаа.

## Населення
Чисельність населення на 31 грудня 2011 року становила 49 осіб.

## Географія
Південніше села тече річка Казарі. На північ від населеного пункту лежить село Кесккюла.
Поблизу села проходить автошлях 10 (Рісті — Віртсу — Куйвасту — Курессааре).

## Історія
До 21 жовтня 2017 року село входило до складу волості Мартна.